# Phản ứng trùng ngưng
Phản ứng trùng ngưng là quá trình tổng hợp polymer dựa vào phản ứng của các monomer có chứa những nhóm chất, tạo thành những liên kết mới trong mạch polymer và đồng thời sinh ra hợp chất phụ như nước, HCl,...
VD: nNH2 – [CH2]5COOH ---> (–NH – [CH2]5CO–)n + nH2O

## Phân loại

### Trùng ngưng đồng thể và dị thể
- Trùng ngưng đồng thể: khi trùng ngưng chỉ có một loại monomer tham gia phản ứng.
- Trùng ngưng dị thể: khi trùng ngưng có từ hai loại monomer trở lên.

### Trùng ngưng hai chiều và trùng ngưng ba chiều
- Trùng ngưng hai chiều là một dạng polymer mạch thẳng hay là phân nhánh.
- Trùng ngưng ba chiều là khả năng tạo thành một dạng mạch không gian. Khi một trong những monomer tham gia phản ứng có tới ba nhóm chức.